# Ovobulbus boker
Ovobulbus boker är en spindelart som beskrevs av Michael Ilmari Saaristo 2007. Ovobulbus boker ingår i släktet Ovobulbus och familjen dansspindlar.
Artens utbredningsområde är Israel. Inga underarter finns listade i Catalogue of Life.